# Света Богородица Фанеромени (Света Неделя)
Вижте пояснителната страница за други значения на Света Богородица Фанеромени.
„Света Богородица Фанеромени“ (на гръцки: Παναγία Φανερωμένη, Панагия Фанеромени) е женски православен манастир в костурското село Света Неделя (Агия Кираки), Егейска Македония, Гърция.
Той се намира намира на 500 m източно от селото и на 17 km от Костур. Кръстокуполната църква е построена в 1954 година, а през 2003 година манастирът е обновен и разширен, построени са конаци и започва да работи като женски манастир. Има 4 монахини и игуменка на манастира е Евтимия Гиреа.